# 宣平王后
宣平王后金氏（？—1178年），是高麗仁宗王楷之妻，其父親是兵部尙書金璿。仁宗五年（1127年）她被納為次妃，但她未生任何子女仁宗就去世了，此外史書對她的事一概失載。
高麗毅宗二年（1148年），她被尊為王太妃延壽宮主。她在高麗明宗九年去世，諡號為宣平王后。

## 附註
1. ↑  納刪定都監判官金璿女爲次妃。